# Tuanaki
Tuanaki ou Tuanahe é um grupo de ilhéus já desaparecidos , que faziam parte das ilhas Cook. Ficavam situados a sul de Rarotonga e a dois dias de viagem de de barco à vela de Mangaia.
Em 1916, a Sociedade Polinésia de Honolulu publicou um relato de um marinheiro que tinha visitado os ilhéus em 1842, passando aí seis dias com os habitantes locais. No entanto, a história do marinheiro acrescenta que, dois anos depois, em 1844, uma escuna de missionários ingleses não tinha encontrado nada.
O relato de 1916 reacendeu o interesse sobre estes ilhéus, levando o explorador Ernest Shackleton a incluir no plano da sua expedição de 1921-1922 1921-1922 o objectivo de redescobrir Tuanaki. Shackleton acabaria por morrer na Antárctida antes mesmo de realizar buscas mais aprofundadas sobre os ilhéus desaparecidos.
Em 1984, foi sugerido que Haymet Rocks era o que restava de Tuanaki. No entanto, a existência de Haymet Rocks no mesmo local não está confirmada.